# Verkiezingen voor het Europees Parlement 2004/Kandidatenlijst/MR
Dit is de kandidatenlijst van de Belgische MR voor de Europese Parlementsverkiezingen van 2004. De verkozenen staan vetgedrukt.

## Effectieven
1. Louis Michel
2. Gérard Deprez
3. Frédérique Ries
4. Sabine Laruelle
5. Philippe Monfils
6. Günsel Elmas
7. Latifa Aït-Baala
8. Armand De Decker
9. Olivier Maingain (FDF)

## Opvolgers
1. Antoine Duquesne
2. Antoinette Spaak (FDF)
3. Jacques Brotchi
4. Dominique Offergeld
5. Marie-Hélène Crombé-Berton
6. Didier Reynders